# تريشيا سوليفان
تريشيا سوليفان (بالإنجليزية: Tricia Sullivan)‏ (7 يوليو 1968، إنغلوود في الولايات المتحدة)؛ كاتِبة ومؤلِّفة وروائية أمريكية.

## الجوائز
- جائزة آرثر سي كلارك